# Mangpo-dong
Mangpo-dong (koreanska: 망포동) är en stadsdel i staden Suwon i provinsen Gyeonggi i den nordvästra delen av Sydkorea, 35 km söder om huvudstaden Seoul. Den ligger i stadsdistriktet Yeongtong-gu.
Före 15 april 2019 hette stadsdelen Taejang-dong.

## Indelning
Administrativt är Maetan-dong indelat i:
| Namn      | Namn              | Yta km² | Invånare 31 dec 2020 |
| --------- | ----------------- | ------- | -------------------- |
| 망포동1동 | Mangpo 1(il)-dong | 1,00    | 31 902               |
| 망포동2동 | Mangpo 2(i)-dong  | 1,44    | 28 512               |